# Spectrum de Montréal
 (mars 2018).
Si vous disposez d'ouvrages ou d'articles de référence ou si vous connaissez des sites web de qualité traitant du thème abordé ici, merci de compléter l'article en donnant les références utiles à sa vérifiabilité et en les liant à la section « Notes et références ».
Pour les articles homonymes, voir Spectrum.
Le Spectrum de Montréal était une salle de spectacle de Montréal dont l'ouverture remonte au 17 octobre 1982 avec un spectacle du groupe Public Image Limited et qui a fermé ses portes officiellement le 5 août 2007.

## Historique
Plusieurs artistes du Québec s’y sont produits.  Michel Rivard s'y est produit un record de 54 fois, dont lors de la dernière soirée d'existence de l'amphithéâtre le 5 août 2007, en tant qu'artiste solo et plus d'une centaine de fois avec divers groupes ou projets. Parmi ces artistes, on retrouve Daniel Bélanger, Richard Desjardins, Diane Dufresne, Richard Séguin, Marjo et Corbeau, RBO, The Musical Box, Vilain Pingouin, 3 Mile Scream, Les Colocs, Paul Piché, Plume Latraverse, Éric Lapointe, Jean Leloup, Simple Plan, Zachary Richard, Les Grandes Gueules, Michel Lemieux, Céline Dion, Robert Lepage, Anonymus, La La La Human Steps, Taktika, Corey Hart, Ariane Moffatt, le Groupe Sanguin, Rufus Wainwright, La Bottine Souriante, Susie Arioli et ces événements qui ont été élus résidence au Spectrum comme le Show du Refuge, la Ligue nationale d'improvisation et Samedi de rire avec Yvon Deschamps[pertinence contestée]. En 1995 la Coupe du monde d'improvisation se déroule au Spectrum ou l'équipe des Rouges du Québec remporte les honneurs face aux représentants de la Belgique. 
Parmi les artistes internationaux qui y ont brillé, on compte : Iron Maiden, Stevie Ray Vaughan, The Police, Blink-182, Miles Davis, Peter Gabriel, Paolo Conte, Pierre Rapsat, The Cure, Marilyn Manson, B.B. King, Astor Piazzolla, Brian Setzer, Marianne Faithfull, Ben Harper, Soulfly, Smashing Pumpkins, Metallica, George Thorogood and the Destroyers, James Brown, Joe Strummer, Radiohead, J.J. Cale, R.E.M., Beck, Pat Metheny,Ronnie James Dio, The Residents, Public Image Limited, Girlschool, Nina Hagen, Motörhead, Morcheeba, Peter Hammill, King Crimson,The The, Les négresses Vertes, Violent Femmes, Psychedelic Furs.    
Le Spectrum avait une capacité de 1 200 places.
La démolition du Spectrum a eu lieu au mois de novembre 2008. Le promoteur SIDEV, fort d'un bail emphytéotique sur la propriété, souhaitait construire un immeuble commercial sur le site. La crise a cependant bloqué le projet, et le terrain est resté en friches. Un projet de tours mixtes, initié par le Fonds de solidarité de la FTQ, est apparu en 2012, mais n'a finalement pas vu le jour. Un autre projet est néanmoins venu remplacer le précédent en 2018: un projet intitulé «Maestria».